# ユーリイ・ヤーコブレフ
ユーリイ・ヤーコブレビッチ・ヤーコブレフ（ロシア語: Юрий Яковлевич Яковлев、ラテン文字転写: Iurii Iakovlevich Iakovlev、1922年6月26日 - 1995年12月29日）は、旧ソ連生まれの作家。

## 略歴
1922年、ペトログラードに生まれる。1941年に小学校（10年制）を卒業後、戦争に参加。当初は高射砲部隊の照準兵、のちに戦場新聞の編集同人となる。除隊後はゴーリキー文学専門学校（en:Maxim Gorky Literature Institute）に入学、在学中に児童詩が認められ、児童文学作家への道を歩みだす。
1962年には「雲を集めて」でイズベスチヤ短編賞を受賞。作品は動物もの、戦争もの、子供の性格を描いたものの三つに大別される。

## 作品（日本語訳のあるもの）
- 「クマのウームカ」（宮川やすえ訳）『もえる石』（新日本出版社、1970年）に収録
- 『びっこのライオン』（橋本みさご・久行美智・和田益子訳、辻まこと絵、大日本図書 子ども図書館、1971年）
- 『初恋物語 - ほのかな恋と清い愛の物語』（宮川やすえ訳、旺文社ジュニア図書館、1974年。のち、旺文社 必読名作シリーズ、1988年）
収録作品：「マリーナへのラブレター」「ボーイフレンド」「とんぼの羽根」「犬を殺した者」「ワシリー島の少女」「花むこと花よめ」「美人ごっこ」「バーンブス」
- 『ひねくれっ子天使』（宮川やすえ訳、旺文社ジュニア図書館、1976年）
- 『美人ごっこ』（宮川やすえ訳、旺文社文庫、1978年）
収録作品：「美人ごっこ」「カナリアは悲しそうに鳴く」「花むこと花よめ」「ボーイフレンド」「リョーリカの大尉さん」「犬を殺したもの」「大地の心」「かもめの曹長」「バワクラワ」「バーンブス」
- 『マリンカ - 雪の町の物語』（田辺佐保子訳、松本絵里絵、佑学社、1988年）
- 『ワシーリエフ島から来た少女』（島礼子訳、岩倉務文、平和のアトリエ 世界・平和の絵本シリーズ、1990年）
- 『君たち、子どもの権利 - 0歳から18歳までの権利条約を考える』（ユーリ・ヤコブレフ著、伊集院俊隆・菊池嘉人訳、新読書社、1992年）